# Drak Pack
Família Drácula (Drak Pack) foi um desenho animado americano da década de 1980, feita pela Hanna-Barbera, com 16 episódios exibidos de 1980 a 1982 nas manhãs de sábado da Rede CBS. No Brasil, foi exibido no Clube da Criança, da extinta TV Manchete.

## Sinopse
A série é centrada nos adolescentes Drak, Frankie e Lobão (Howler), os descendentes do Conde Drácula, Frankenstein e Lobisomem. Como uma forma de expiar os erros passados de seus ancestrais, o trio resolve se tornar super-heróis. Sendo de forma humana a princípio, eles podem se transformar em seus alter egos monstruosos por tocar as mãos de cada um.

## Heróis
Drak se torna um vampiro que pode andar tranquilamente no sol, e assumir outras formas além de morcego; 
Frankie se torna o monstro de Frankenstein, com superforça e descargas elétricas; 
Lobão, como um lobisomem, tem uivos ultrasônicos e supersopro. 
O grupo recebia regularmente conselhos de Draculão, o tio-avô de Drak, um vampiro que curiosamente poderia ser destruído pelo sol, ao contrário do sobrinho. Uma constante piada era Draculão machucar os dedos quando fechava seu caixão. Draculão afirmava ser o próprio Conde Drácula, agora regenerado.

## Vilões
Como vilões regulares, havia o Dr. Terror (Dr. Dred), criminoso semelhante a Dick Vigarista, que possuía uma organização secreta formada por monstros, e tramava planos mirabolantes, sempre frustrados pela Família Drácula. Os membros de sua organização eram:
- Sapão: O mais lembrado de todos os personagens, era o capacho do Dr. Terror. Era uma espécie de homem-sapo com feições de Peter Lorre. Sempre que recebia uma censura por parte de Dr. Terror (frequentemente…) pegava uma mata-moscas e acertava a própria cabeça dizendo repetidamente: MAL, SAPÃO…
- Múmia: uma múmia animada superforte; tinha bandagens que se esticavam, as quais usava frequentemente para prender a Fámilia Drácula. Tinha uma voz monstruosa e lenta.
- Mosca: Uma mosca humana, falava zumbindo e podia voar.
- Vampira: uma vampira com poderes similares a Drak, tem uma voz a la Zsa Zsa Gabor. Tem uma leve atração (platônica…) por Drak.

## Dublagem
Dublador: dublagem da Álamo/dublagem da Herbert Richers
Drácula: Renato Márcio/Cláudio Galvan
Lobão: Nelson Machado/Alexandre Moreno
Frankie: José Carlos Guerra/Luiz Carlos Persy
Draculão: Líbero Miguel/José Santa Cruz
Múmia: Arakén Saldanha/Jorge Vasconcelos
Dr. Terror: Gastão Malta/Joméri Pozzoli